# Piaf (Jolle)
Die Piaf ist eine unsinkbare Jolle (bleibt also auch in vollgelaufenem Zustand schwimmfähig) aus GFK für 1 bis 3 Personen (idealerweise zwei).
Die ersten Piaf-Jollen wurden ab Ende der 1960er Jahre von Spair Marine in Frankreich gebaut, wobei Aussehen und Ausstattung der Boote mehrfach geändert wurden. Eine Klassenvereinigung existiert nicht. Segelzeichen ist in Anlehnung an die Bedeutung des Wortes Piaf (franz. Spatz) ein Vogelkopf.

## Konstruktion

### Rigg und Besegelung
Die Piaf trägt ein 3/4-Rigg, bei dem der Mast auf dem Vorschiff steht.
Das Boot wurde nur mit Groß und Fock ausgeliefert, die Nachrüstung eines Spinnakers ist
unproblematisch, obwohl die Beschläge am Mast dafür nicht vorhanden sind.

### Bauliche Besonderheiten

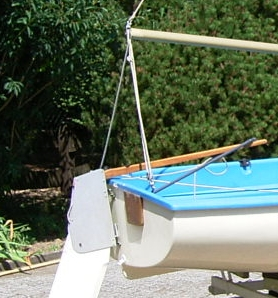
Heck einer Piaf: Großschot und Skeg sind erkennbar.

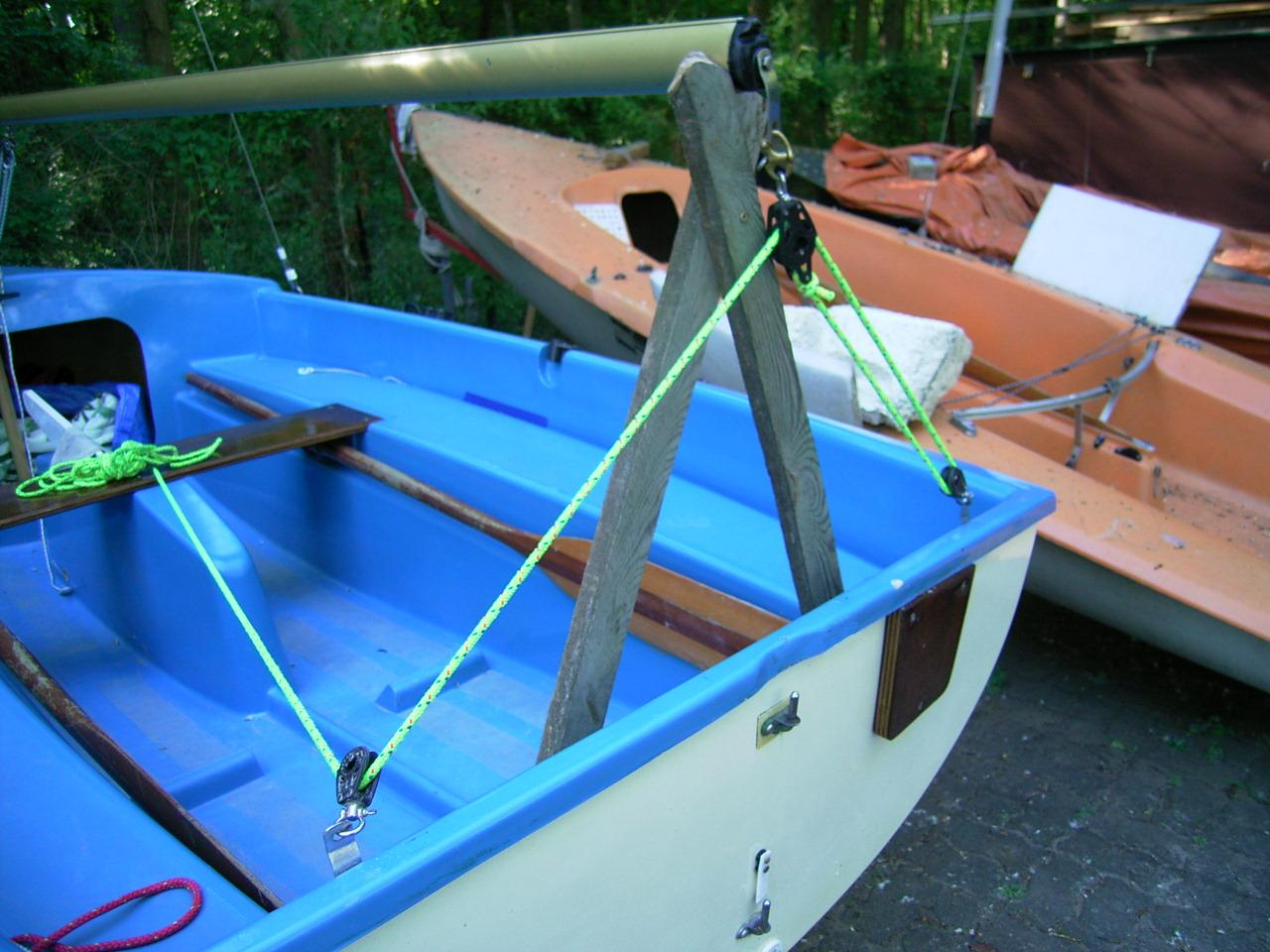
Großschot und Plicht mit Querducht und Skulls

- Die Großschot der Piaf ist ungewöhnlich (achterlich) geführt, um mehr Platz in der Plicht zu schaffen; unangenehmer Nebeneffekt dieser Konstruktion ist, dass der Baum schon bei Halbwind rasch anfängt zu steigen, weshalb ein Baumniederholer verwendet werden sollte.
- Eine Querducht (Sitzbank), die dem Vorschoter nicht nur einen für Jollen ungewöhnlich bequemen Sitz bietet, sondern auch als Querversteifung des Rumpfes und Schwertkastenstütze dient.
- Abnehmbare Ruderdollen, die eine Verwendung als Ruderboot erlauben, beziehungsweise bei Flaute gute Dienste leisten (Die Skulls dazu werden unter der Querducht in speziellen Halterungen gestaut).

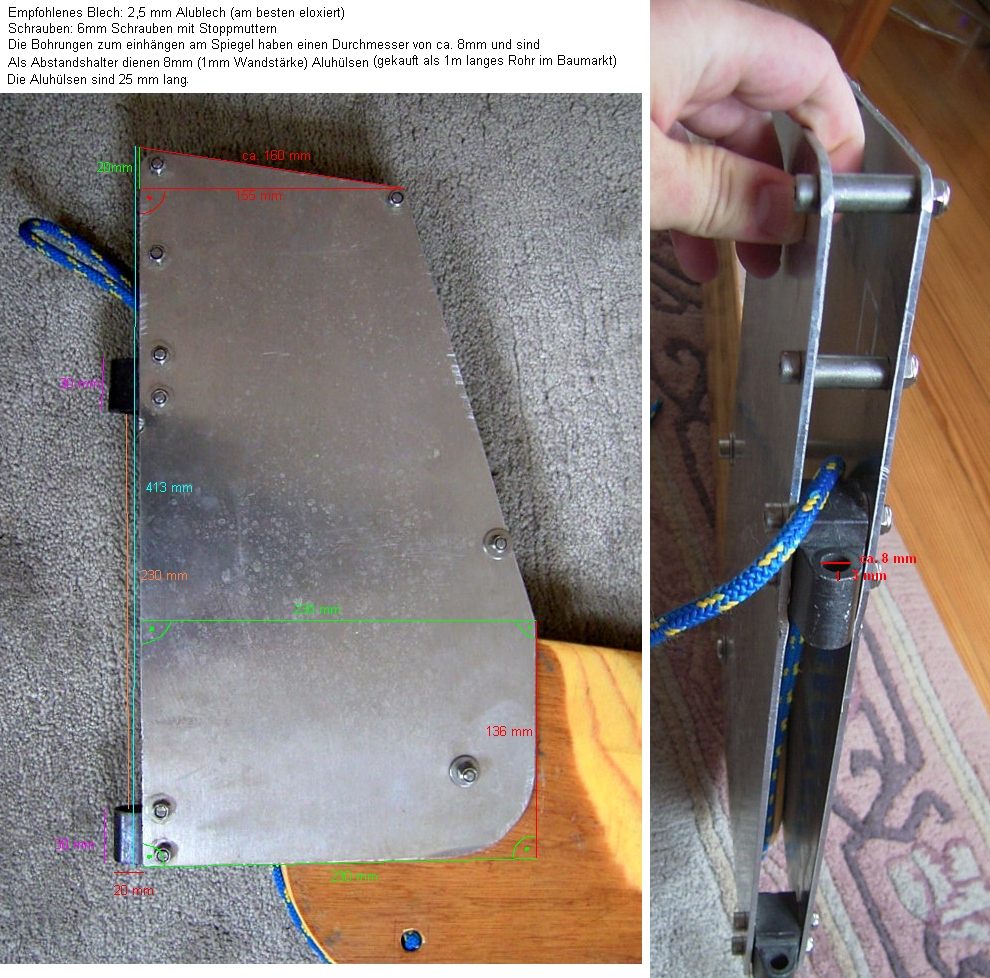
Bild eines Piaf-Ruderkopfes (Neubau) mit Maßen für eigene Nachbauten

- Eine Halterung für einen Motor bis 4 PS am Spiegel
- Am Heck verbessert ein flacher Skeg die Anströmung des Ruders und den Geradeauslauf.

### Schwachstellen
- Probleme verursacht das nicht ausreichend ausgesteifte Vorschiff: Schon bei mittlerem Wind gibt es dem Mast einige Milli- bis Zentimeter nach, wodurch ein gewisser Durchhang des Vorstags entsteht. Es besteht zwar keine Gefahr der Beschädigung des Bootes, aber es lässt sich kaum Höhe am Wind laufen.
 Abhilfe: Die einzige Möglichkeit besteht darin den unter Deck befindlichen Holzträger besser abzustützen, wofür es im Internet Anleitungen gibt.
- Der Ruderkopf der Piaf ist unterdimensioniert (2 mm Alublech), wodurch er sich bei viel Wind leicht verbiegt. Im verbogenen Ruderkopf kann sich der Niederholer des Ruders verklemmen.
 Abhilfe: Neubau des Ruderkopfes aus dickerem Alublech (min. 2,5 mm) oder Edelstahlblech.

## Segeleigenschaften

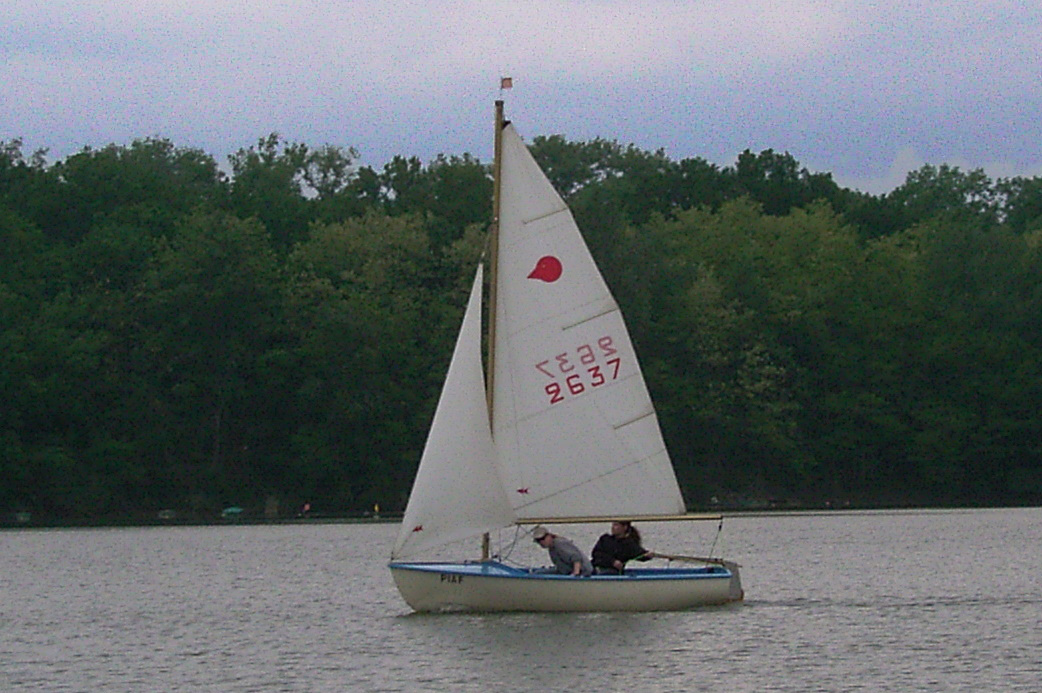
Eine Piaf auf Am-Wind-Kurs

Auf Grund der relativ geringen Segelfläche und der – im Verhältnis zur Länge – großen Breite ist das Boot sehr stabil und einfach zu segeln.
Das Fehlen einer Trapezeinrichtung und von Ausreitgurten macht sich nicht negativ bemerkbar, da sich das Boot bis 5–6 Bft gut segeln lässt (zumindest von 2 Personen und mit entsprechendem Trimm der Segel).
Anstatt einen Ausreitgurt zu nutzen, kann sich der Vorschoter mit den Füßen unter der Querducht einhängen oder auf den Schwertkasten stellen.
Für den Steuermann gibt es mittschiffs hinter dem Schwertkasten eine kleine Leiste, an der er sich beim Ausreiten abstützen kann.
Die Jolle wurde wahrscheinlich zum Segeln an der Küste konzipiert, was sich in dem recht hohen Freibord widerspiegelt. (Das Boot segelt entsprechend trocken.)

## Verbreitung und Verwendung
Für Regatten taugt die Piaf aufgrund ihrer Langsamkeit und des recht großen Wendewinkels nicht, eignet sich aber durch ihre Segeleigenschaften und das Platzangebot für Wasserwandern etc. In Frankreich werden die Boote von Segelschulen verwendet (auch an der Küste).
In Deutschland gibt es nur noch wenige Piaf-Jollen, während in Frankreich und Belgien noch immer zahlreiche
Boote auf Gebrauchtbootbörsen im Internet angeboten werden.